# Leonel Bossa
Luis Leonel Bossa Vargas (Santiago de Puriscal; 24 de febrero de 1927-León de Los Aldama; julio de 1996) fue un futbolista costarricense naturalizado mexicano.  

## Trayectoria
Debutó con el Orión. Jugó en la posición de delantero con el Club León en dos campeonatos, 1951-52 y 1955-56, León enfrentaría al Atlante, mismo al que derrotó 1-0 con su anotación para sellar el tercer título el 20 de diciembre de 1951 y pertenecer a aquella plantilla del fútbol mexicano. También jugó en la Universidad de Colombia.